# Eleutherodactylus rhabdolaemus
Eleutherodactylus rhabdolaemus là một loài ếch trong họ Leptodactylidae.
Nó được tìm thấy ở Bolivia và Peru.
Môi trường sống tự nhiên của nó là các khu rừng vùng núi ẩm nhiệt đới hoặc cận nhiệt đới.